# MIRV

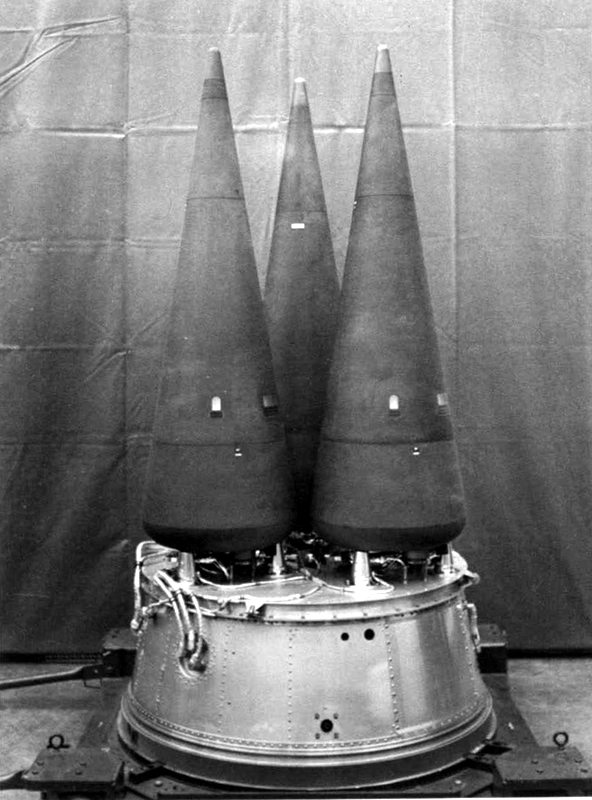
Egy LGM–118A Peacekeeper rakéta Mk-21 MIRV buszán található W78 robbanófejek

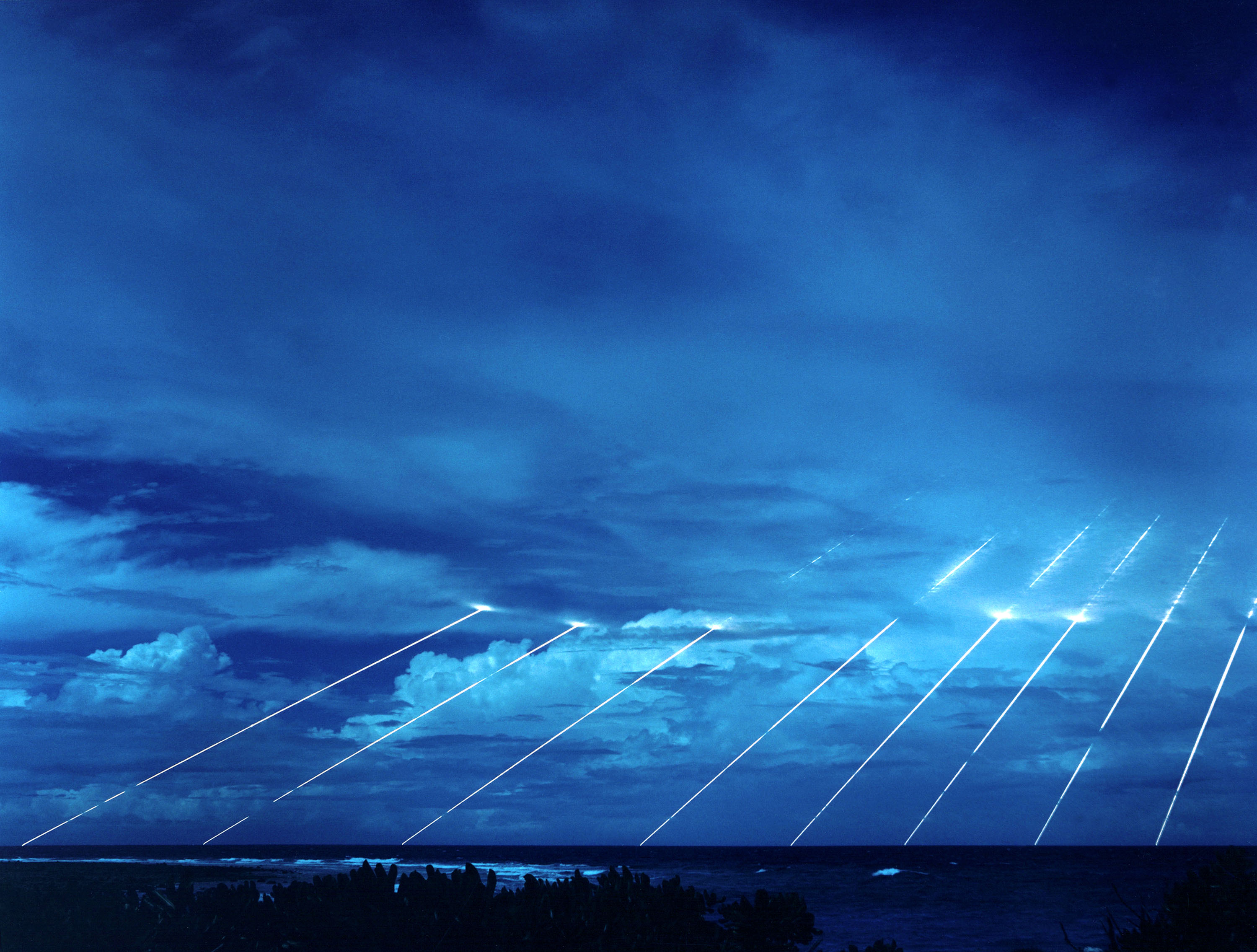
Egy Peacekeeper rakéta MIRV-jeinek tesztelése. Mind a nyolc robbanófejet egyetlenegy, akár tíz robbanófej hordozására képes rakétáról indították. Minden egyes robbanófej a hirosimai atombomba huszonötszörösével ér fel.

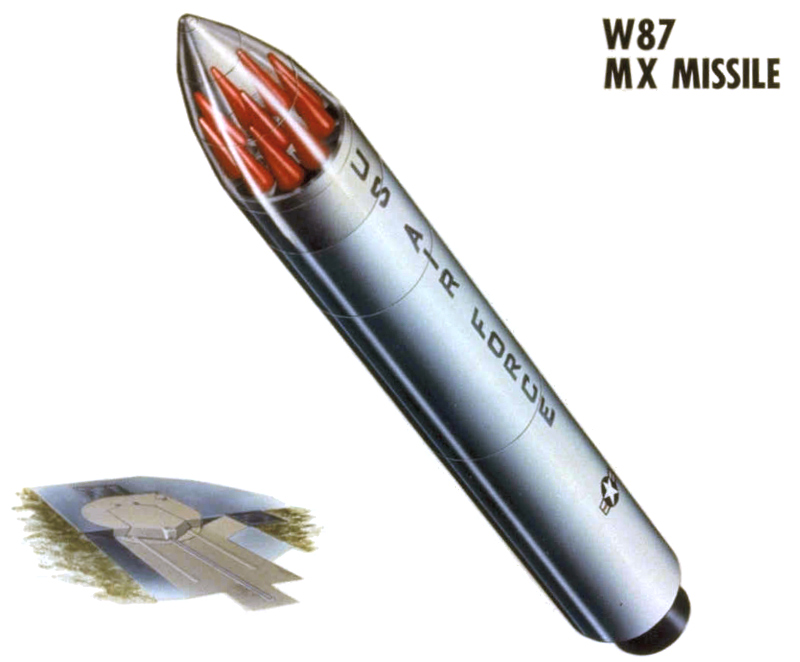
A robbanófejek piros színnel jelölve egy Peacekeeper rakéta rajzán

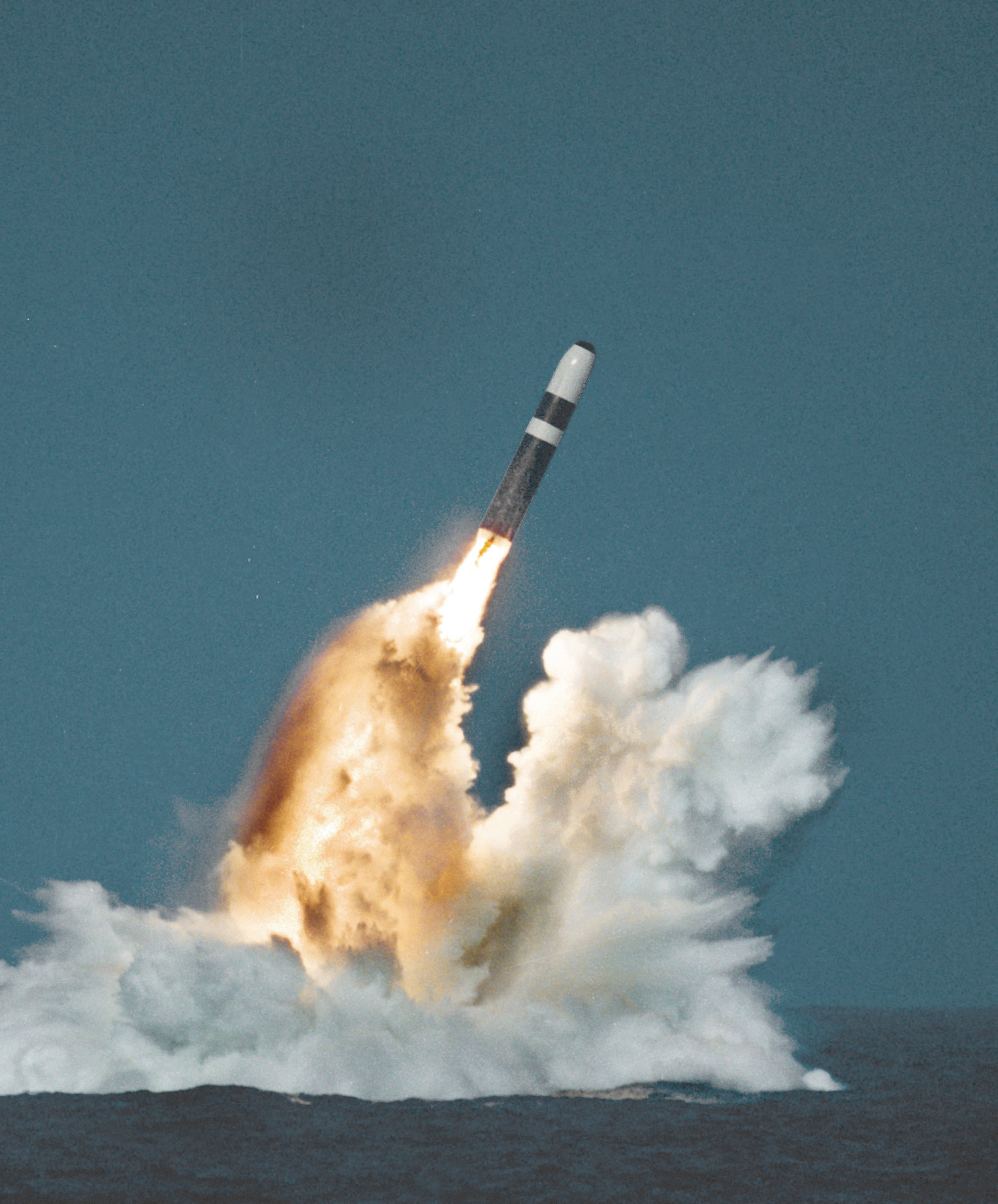
Az amerikai és a brit haditengerészet által tengeralattjárókra rendszeresített Trident egyenként 12 MIRV hordozására képes

A MIRV a multiple independently targetable reentry vehicle, azaz az önállóan célra irányítható robbanófej rövidítése. Egy MIRV-esített interkontinentális (ICBM) vagy tengeralattjáróról indított ballisztikus rakéta (SLBM) egy helyett több robbanófejet hordoz, amelyeket több különböző célpontra lehet irányítani.

## Célja
A MIRV kifejlesztésének katonai célja négy komponensből áll:
- Egy adott rakéta hasznos terhe nagyobb robbanásra képes. Egy nukleáris robbanófej detonációjából származó sugárzás, – többek között a részecskesugárzás és a hősugárzás is – a távolság négyzetével, a lökéshullám ereje pedig a távolság köbével csökken. Például a robbanási nullponttól 4 km-re található ponton a légnyomás az 1 km-es távolság 1/64-ede. Emiatt tehát több kisebb robbantás nagyobb mértékű rombolást képes elérni, mint egy nagyobb. A MIRV-ek használatával egy adott rombolási szint eléréséhez kevesebb rakéta és rakétaindító rendszer szükséges.

- Az egy robbanófejes rakéták esetében minden egyes cél ellen külön rakétát kell indítani. Egy MIRV-elt rakéta esetén a robbanófejek számos cél elérésére is képesek.

- A MIRV csökkenti a SALT stratégiai fegyverzetcsökkentési egyezmények hatását. Az egyezmény eredetileg ugyanis a rakéták számát korlátozta, nem pedig a robbanófejekét. A korábban megállapított rombolási célt a több robbanófejes rakéták esetében úgy is meg lehetett tartani, hogy a szerződésnek megfelelően csökkentették a rakéták számát - a rakétánkénti robbanófejek száma ugyanis ellensúlyozta a rakétacsökkentést.

- A MIRV csökkenti az ellenrakéta-rendszerek hatékonyságát. Miközben egy MIRV-elt rakéta akár egy tucatnyi robbanófejet is hordozhat, az ellenrakétában csak egyetlenegy robbanófej található. Katonai és gazdasági szempontból is tehát a MIRV meggyengíti a ballisztikus rakéták elleni rendszereket, mivel egy MIRV elleni hatékony védekezéshez minden egyes támadó rakétához számos ellenrakétát kell rendelni. A robbanófejek mellett továbbá egy MIRV-elt rakéta csalifejeket is hordozhat, ezáltal tovább csökkenti annak az esélyét, hogy egy ellenrakéta egy robbanófejet fogjon el. Az ellenrakéta-rendszerek hatékonyságának csökkenése csak a MIRV robbanófejek szétválasztását megelőző fázisra igaz - ugyanakkor sokkal nehezebb és drágább egy rakétát az emelkedő fázisban elfogó rendszert építeni és üzemeltetni (lásd YAL–1).

A MIRV-elt földi telepítésű interkontinentális ballisztikus rakétákat destabilizálónak tartották, mivel ezek egy első csapás végrehajtására ösztönöztek. A MIRV-ek bevezetésével az amerikai nukleáris arzenál megtöbbszöröződött, és felmerült annak a lehetősége, hogy olyan megsemmisítő első csapást képes mérni a Szovjetunió nukleáris fegyvereire, amely elejét venné mindenféle jelentős ellencsapásnak. Később azonban az amerikaiak féltek a szovjet MIRV-ek hatásaitól, ugyanis a szovjet rakéták sokkal erősebbek voltak, ezért egy rakétára több robbanófejet tehettek, mint az amerikaiak. Például ha az amerikai rakéták MIRV-esítése a rakétánkénti robbanófejek számát meghatszorozta, akkor a szovjet rakétatechnikának köszönhetően a szovjet robbanófejek száma megtízszereződött. Az amerikai nukleáris arzenálban ezen túl lényegesen kevesebb súlyt képviselt a földi telepítési ICBM-ek száma, mint a szovjeteknél. Bombázókra nem lehetett MIRV-elt nukleáris fegyvereket telepíteni, ezért azok kapacitása nem többszöröződött meg. Az amerikaiak azonban több tengeralattjáróról indítható rakétával rendelkeztek, mint a szovjetek, és ezeket a rakétákat a szovjet ICBM-ek ellensúlyozására viszont már lehetett MIRV-esíteni. A MIRV tehát mindkét fél számára egyaránt járt előnyökkel és hátrányokkal, és a technológia destabilizációs volta miatt került bele a START II szerződésbe. Az ABM-szerződés körüli viták miatt ez utóbbit végül is az orosz Állami Duma nem ratifikálta.

## Működése
A robbanófejeket hordozó MIRV-buszt egy rakéta juttatja szuborbitális röppályára. Az utolsó lépcső kiégése után a buszt saját, kis teljesítményű rakétái juttatják a tehetetlenségi navigációs rendszer által megadott új röppályákra. A busz egy nukleáris fegyvert tartalmazó robbanófejet indít ballisztikus pályán, majd a következő indításokhoz új röppályákra áll.
Egy Minuteman III MIRV repülésének menete:
1. A rakéta az első lépcsős hajtóművével (A) elindul a rakétasilóból.
2. 60 másodperccel a indítás után leválik az első lépcső, beindul a második (B) és leválik az orrkúp (E).
3. 120 másodperccel a indítás után beindul a harmadik lépcső (C) és leválik a második lépcsőről.
4. 180 másodperccel a indítás után leáll a harmadik lépcső, és a MIRV-busz (D) leválik a rakétáról.
5. A MIRV-busz különböző pályákra állva felkészül az robbanófejek leválasztására.
6. A MIRV-busz a robbanófejek mellett csalifejeket és radarzavarókat is kibocsát (az ábrával ellentétben ez már az emelkedő fázisban is megtörténhet).
7. A robbanófejek és a csalik visszatérnek a légkörbe és zuhanás közben élesítésre kerülnek.
8. A robbanófejek az előre meghatározott magasságban vagy a felszínen felrobbannak.

A MIRV-rendszerek pontos műszaki leírásai katonai titoknak minősülnek, hogy ezzel is hátráltassák az elhárítórendszerek kifejlesztését. A MIRV-busz hajtóanyaga pár száz kilométeres távolságon belüli célokra képes a robbanófejeket eljuttatni. A pontosabb célzás érdekében néhány robbanófejet hiperszonikus szárnyprofillal láttak el.
A célzás pontossága kiemelkedően fontos, mivel a pontosság megkétszerezésével negyed akkora sugárzásra és nyolcad akkora lökéshullámra van szükség azonos kár okozásához. A robbanófejek pontosságát a navigációs rendszer pontossága és geofizikai információk korlátozzák. Egyes írók szerint a kormányzati támogatással készülő geofizikai térképek egyik titkos célja a robbanófejek röppályáját és pontosságot befolyásoló gravitációs anomáliák feltérképezése.
Egy Trident vagy egy Peacekeeper rakéta robbanótöltete 50 százalék eséllyel egy 90-100 méteres körön belül ér földet.

## Külső hivatkozások
- "MIRV: A BRIEF HISTORY OF MINUTEMAN and MULTIPLE REENTRY VEHICLES" (A Minuteman és a MIRV-ek rövid története) (angolul) Daniel Buchonnet, Lawrence Livermore Laboratory, 1976. február